# Testament (албум)
„Testament“ е петият студиен албум на британската поп група Ол Сейнтс, издаден на 27 юли 2018 година. Албумът достига до 15 място във Великобритания.

## Списък с песните
1. „Who Do You Love“ – 4:13
2. „Three Four“ – 4:28
3. „Love Lasts Forever“ – 4:06
4. „Nowhere to Hide (Interlude)“ – 0:31
5. „No Issues“ – 3:47
6. „After All“ – 4:36
7. „I Would“ – 3:47
8. „Don't Look Over Your Shoulder“ – 3:56
9. „Fumes“ – 4:13
10. „Testament In Motion“ – 3:53
11. „Breathe and Let Go (Interlude)“ – 0:53
12. „Glorious“ – 4:09
13. „Footprints“ – 4:29